# Ведат Мурічі
Ведат Мурічі (алб. Vedat Muriqi; нар. 24 квітня 1994, Прізрен) — косовський та албанський футболіст, центральний нападник іспанської «Мальорки» та збірної Косова. Має також турецький паспорт.

## Клубна кар'єра
Мурічі почав займатися футболом у 2005 році в складі КФ «Лірії». У 2011 році підписав свій перший професійний контракт. Того сезону він провів 10 матчів та забив 3 м'ячі. У 2013 році перейшов до «Теути». У вищому дивізіоні чемпіонату Албанії забив 2 м'ячі у 18 матчах. У 2014 році, по завершенні сезону 2013/14 років, залишив «Бесу» (Кавая) та поїхав на перегляд до турецького «Ескішехірспору». Й у кінці сезону приєднався до «Ескішехірспора». Але вже в серпні 2014 року Мурічі перейшов до «Гіресунспору».

### Гіресунспор

#### 2014/15
У складі «Гіресунспору» дебютував у матчі проти «Антальяспору» на 90+2-й хвилині матчу. Вдруге в футболці «Гіресунспору» Ведат вийшов на поле на 73-й хвилині виїзного матчу Кубку Туреччини проти «Коньяспору», в якому його команда здобула перемогу з рахунком 2:1. У матчі проти «Болуспору» відзначився у воротах суперників хет-триком. Потім відзначився двома голами у воротах «Кайсері Ерджиесспору». ПСВ Ейндховен та Фулгем робили офіційну пропозицію по придбанню Мурічі, але через певний час «Гіресунспор» відмовив обом клубам.

#### 2015/16
У сезоні 2015/16 років у першому дивізіоні турецького чемпіонату зіграв 33 матчів (17 голів, 3 гольові передачі). По завершенні сезону Ведат Мурічі був придбаний «Генчлербірлігі» за 500 000 € + Гвідо Кочер, Чагрі Бульбуль та Панайотіс Дімітріадіс, а також 10 % від майбутнього продажу.

### Генчлербірлігі
Перед початком сезону 2016/17 років з ініціативи головного тренера «Генчлербірлігі» Ібрагіма Узулмеза за 500 000 €, Гвідо Кочера, Чагрі Бульбуля та Панайотіса Дімітріадіса, а також 10 % від майбутнього продажу власне Ведета Мурічі, останній залишив «Гіресунспор» та приєднався до «Генчлербірлігі».
21 серпня 2016 року у матчі першого туру Турецької Суперліги між «Генчлербірлігі» та «Газіантепспором» на стадіоні «19 травня» в Анкарі Ведат Мурічі вперше вийшов на поле в складі «Генчлербірлігі». У тому поєдинку рахунок відкрив Космін Матей на 64-й хвлині матчу, а на 87-й хвилині Айдін Карабулут допомагає Мурічі забити свій дебютний гол у вищому дивізіоні. «Генчлербірлігі» здобув перемогу з рахунком 2:0.

## Кар'єра в збірній
Мурічі спочатку виступав у складі збірної Албанії U-21. Дебютував у складі молодіжної збірної Албанії U-21 15 жовтня 2013 року, вийшовши на 46-й хвилині матчу проти збірної Боснії і Герцоговини U-21 в рамках кваліфікації до Чемпіонату Європи 2015 року.
Після того як він отримав турецький паспорт, Фатіх Терім викликав Ведата до складу національної збірної Туреччини.
Тим не менше, в березні 2016 року Мурічі потрапив до заявки збірної Косова. 30 серпня 2016 року тренер збірної Косова Альберт Буньяку вперше викликав Мурічі на матч кваліфікації до Чемпіонату світу 2018 року, проти Фінляндії. ФІФА дозволила Ведату Мурічі, як й іншим гравцям, представляти Косово на міжнародній арені, незважаючи на те, що він раніше представляв іншу національну збірну. Наразі є кращим бомбардиром збірної Косово в історії - 31 м'яч.

## Статистика виступів

### Клубна
Статистика станом на 15 серпня 2022 року.
| Період                      | Команда                     | Чемпіонат                   | Чемпіонат | Чемпіонат | Національний кубок | Національний кубок | Національний кубок | Континентальний кубок | Континентальний кубок | Континентальний кубок | Інші кубки | Інші кубки | Інші кубки | Загалом | Загалом |
| Період                      | Команда                     | Змаг.                       | Ігри      | Голи      | Змаг.              | Ігри               | Голи               | Змаг.                 | Ігри                  | Голи                  | Змаг.      | Ігри       | Голи       | Ігри    | Голи    |
| --------------------------- | --------------------------- | --------------------------- | --------- | --------- | ------------------ | ------------------ | ------------------ | --------------------- | --------------------- | --------------------- | ---------- | ---------- | ---------- | ------- | ------- |
| 2012-січ. 2013              | Лірія                       | СК                          | 0         | 0         | КК                 | 0                  | 0                  | -                     | -                     | -                     | -          | -          | -          | 0       | 0       |
| січ.-чер. 2013              | Теута                       | ЧА                          | 6         | 0         | КА                 | 2                  | 0                  | КУЄФА                 | -                     | -                     | -          | -          | -          | 8       | 0       |
| 2013-січ. 2014              | Теута                       | ЧА                          | 12        | 1         | КА                 | 3                  | 2                  | КУЄФА                 | 0                     | 0                     | -          | -          | -          | 15      | 3       |
| Загалом у Теуті             | Загалом у Теуті             | Загалом у Теуті             | 18        | 1         |                    | 5                  | 2                  |                       | -                     | -                     |            | -          | -          | 23      | 3       |
| січ.-чер. 2014              | «Беса» (Кавая)              | ЧА                          | 13        | 3         | КА                 | 0                  | 0                  | -                     | -                     | -                     | -          | -          | -          | 13      | 3       |
| 2014-2015                   | Гіресунспор                 | 1Л                          | 24        | 4         | КТ                 | 8                  | 2                  | -                     | -                     | -                     | -          | -          | -          | 32      | 6       |
| 2015-2016                   | Гіресунспор                 | ФЛ                          | 33        | 17        | КТ                 | 4                  | 0                  | -                     | -                     | -                     | -          | -          | -          | 37      | 17      |
| Загалом у Гіресунспорі      | Загалом у Гіресунспорі      | Загалом у Гіресунспорі      | 57        | 21        |                    | 12                 | 2                  |                       | -                     | -                     |            | -          | -          | 69      | 23      |
| 2016–17                     | «Генчлербірлігі»            | СЛ                          | 33        | 3         | КТ                 | 7                  | 3                  | -                     | -                     | -                     | -          | -          | -          | 40      | 6       |
| 2017-січ. 2018              | «Генчлербірлігі»            | СЛ                          | 13        | 2         | КТ                 | 2                  | 2                  | -                     | -                     | -                     | -          | -          | -          | 15      | 4       |
| Усього за «Генчлербірлігі»  | Усього за «Генчлербірлігі»  | Усього за «Генчлербірлігі»  | 46        | 5         |                    | 9                  | 5                  |                       | -                     | -                     |            | -          | -          | 55      | 10      |
| січ.-черв. 2018             | «Чайкур Різеспор»           | 1Л                          | 16        | 8         | КТ                 | 0                  | 0                  | -                     | -                     | -                     | -          | -          | -          | 16      | 8       |
| 2018–19                     | «Чайкур Різеспор»           | СЛ                          | 34        | 17        | КТ                 | 2                  | 0                  | -                     | -                     | -                     | -          | -          | -          | 36      | 17      |
| Усього за «Чайкур Різеспор» | Усього за «Чайкур Різеспор» | Усього за «Чайкур Різеспор» | 50        | 25        |                    | 2                  | 0                  |                       | -                     | -                     |            | -          | -          | 52      | 25      |
| 2019–20                     | «Фенербахче»                | СЛ                          | 32        | 15        | КТ                 | 4                  | 2                  | -                     | -                     | -                     | -          | -          | -          | 36      | 17      |
| 2020–21                     | «Лаціо»                     | A                           | 27        | 1         | КІ                 | 2                  | 1                  | ЛЧ                    | 5                     | 0                     | -          | -          | -          | 34      | 2       |
| 2021-січ. 2022              | «Лаціо»                     | A                           | 11        | 0         | КІ                 | 1                  | 0                  | ЛЄ                    | 3                     | 0                     | -          | -          | -          | 15      | 0       |
| Усього за «Лаціо»           | Усього за «Лаціо»           | Усього за «Лаціо»           | 38        | 1         |                    | 3                  | 1                  |                       | 8                     | 0                     |            | -          | -          | 49      | 2       |
| січ.-черв. 2022             | «Мальорка»                  | ПД                          | 16        | 5         | КІ                 | 1                  | 0                  | -                     | -                     | -                     | -          | -          | -          | 17      | 5       |
| 2022–23                     | «Мальорка»                  | ПД                          | 1         | 0         | КІ                 | 0                  | 0                  | -                     | -                     | -                     | -          | -          | -          | 1       | 0       |
| Усього за «Мальорку»        | Усього за «Мальорку»        | Усього за «Мальорку»        | 17        | 5         |                    | 1                  | 0                  |                       | -                     | -                     |            | -          | -          | 18      | 5       |
| Усього за кар'єру           | Усього за кар'єру           | Усього за кар'єру           | 279       | 79        |                    | 36                 | 12                 |                       | 8                     | 0                     |            | -          | -          | 323     | 91      |

### У збірних
Статистика станом на 15 серпня 2022 року.
| Дата       | Місто               | Господарі         | Результат | Гості             | Турнір                               | Голи | Примітки |
| ---------- | ------------------- | ----------------- | --------- | ----------------- | ------------------------------------ | ---- | -------- |
| 9-10-2016  | Краків              | Україна           | 3 – 0     | Косово            | Відбір до ЧС 2018                    | -    |          |
| 12-11-2016 | Анталія             | Туреччина         | 2 – 0     | Косово            | Відбір до ЧС 2018                    | -    |          |
| 2-9-2017   | Загреб              | Хорватія          | 1 – 0     | Косово            | Відбір до ЧС 2018                    | -    | 65' 67'  |
| 5-9-2017   | Шкодер (місто)      | Косово            | 0 – 1     | Фінляндія         | Відбір до ЧС 2018                    | -    | 82'      |
| 6-10-2017  | Шкодер (місто)      | Косово            | 0 – 2     | Україна           | Відбір до ЧС 2018                    | -    | 70'      |
| 9-10-2017  | Рейк'явік           | Ісландія          | 2 – 0     | Косово            | Відбір до ЧС 2018                    | -    | кап. 37' |
| 13-11-2017 | Косовська Митровиця | Косово            | 4 – 3     | Латвія            | товариський матч                     | 1    | кап.     |
| 24-3-2018  | Франконвіль         | Косово            | 1 – 0     | Мадагаскар        | товариський матч                     | -    | 63'      |
| 27-3-2018  | Франконвіль         | Косово            | 2 – 0     | Буркіна-Фасо      | товариський матч                     | 1    | 46'      |
| 29-5-2018  | Цюрих               | Албанія           | 0 – 3     | Косово            | товариський матч                     | -    | 62'      |
| 7-9-2018   | Баку                | Азербайджан       | 0 – 0     | Косово            | Ліга націй УЄФА 2018-2019 - 1-й етап | -    |          |
| 10-9-2018  | Приштина            | Косово            | 2 – 0     | Фарерські острови | Ліга націй УЄФА 2018-2019 - 1-й етап | -    | 84'      |
| 11-10-2018 | Приштина            | Косово            | 3 – 1     | Мальта            | Ліга націй УЄФА 2018-2019 - 1-й етап | 1    | 83'      |
| 14-10-2018 | Торсгавн            | Фарерські острови | 1 – 1     | Косово            | Ліга націй УЄФА 2018-2019 - 1-й етап | -    | 90+1'    |
| 17-11-2018 | Та-Калі             | Мальта            | 0 – 5     | Косово            | Ліга націй УЄФА 2018-2019 - 1-й етап | 1    | 84'      |
| 20-11-2018 | Приштина            | Косово            | 4 – 0     | Азербайджан       | Ліга націй УЄФА 2018-2019 - 1-й етап | -    | 69'      |
| 21-3-2019  | Приштина            | Косово            | 2 – 2     | Данія             | товариський матч                     | -    | 81'      |
| 25-3-2019  | Приштина            | Косово            | 1 – 1     | Болгарія          | Відбір до ЧЄ 2020                    | -    |          |
| 7-6-2019   | Подгориця           | Чорногорія        | 1 – 1     | Косово            | Відбір до ЧЄ 2020                    | -    |          |
| 10-6-2019  | Софія (місто)       | Болгарія          | 2 – 3     | Косово            | Відбір до ЧЄ 2020                    | 1    |          |
| 7-9-2019   | Приштина            | Косово            | 2 – 1     | Чехія             | Відбір до ЧЄ 2020                    | 1    | 15'      |
| 10-9-2019  | Саутгемптон         | Англія            | 5 – 3     | Косово            | Відбір до ЧЄ 2020                    | 1    |          |
| 14-10-2019 | Приштина            | Косово            | 2 – 0     | Чорногорія        | Відбір до ЧЄ 2020                    | 1    | 7'       |
| 11-11-2020 | Ельбасан            | Албанія           | 2 – 1     | Косово            | товариський матч                     | 1    |          |
| 15-11-2020 | Любляна             | Словенія          | 2 – 1     | Косово            | Ліга націй УЄФА 2020-2021 - 1-й етап | 1    |          |
| 18-11-2020 | Приштина            | Косово            | 1 – 0     | Молдова           | Ліга націй УЄФА 2020-2021 - 1-й етап | -    | 77'      |
| 24-3-2021  | Приштина            | Косово            | 4 – 0     | Литва             | товариський матч                     | 1    | 66'      |
| 28-3-2021  | Приштина            | Косово            | 0 – 3     | Швеція            | Відбір до ЧС 2022                    | -    | 6'       |
| 31-3-2021  | Севілья             | Іспанія           | 3 – 1     | Косово            | Відбір до ЧС 2022                    | -    |          |
| 1-6-2021   | Приштина            | Косово            | 4 – 1     | Сан-Марино        | товариський матч                     | 4    | 82'      |
| 2-9-2021   | Батумі              | Грузія            | 0 – 1     | Косово            | Відбір до ЧС 2022                    | 1    |          |
| 5-9-2021   | Приштина            | Косово            | 1 – 1     | Греція            | Відбір до ЧС 2022                    | 1    |          |
| 8-9-2021   | Приштина            | Косово            | 0 – 2     | Іспанія           | Відбір до ЧС 2022                    | -    |          |
| 9-10-2021  | Стокгольм           | Швеція            | 3 – 0     | Косово            | Відбір до ЧС 2022                    | -    |          |
| 12-10-2021 | Приштина            | Косово            | 1 – 2     | Грузія            | Відбір до ЧС 2022                    | 1    |          |
| 10-11-2021 | Приштина            | Косово            | 0 – 2     | Йорданія          | товариський матч                     | -    |          |
| 14-11-2021 | Марусі              | Греція            | 1 – 1     | Косово            | Відбір до ЧС 2022                    | -    | 57'      |
| 29-3-2022  | Цюрих               | Швейцарія         | 1 – 1     | Косово            | товариський матч                     | -    | 30'      |
| 2-6-2022   | Ларнака             | Кіпр              | 0 – 2     | Косово            | Ліга націй УЄФА 2022-2023 - 1-й етап | -    |          |
| 5-6-2022   | Приштина            | Косово            | 0 – 1     | Греція            | Ліга націй УЄФА 2022-2023 - 1-й етап | -    |          |
| 9-6-2022   | Приштина            | Косово            | 3 – 2     | Північна Ірландія | Ліга націй УЄФА 2022-2023 - 1-й етап | 2    |          |
| 12-6-2022  | Волос               | Греція            | 2 – 0     | Косово            | Ліга націй УЄФА 2022-2023 - 1-й етап | -    |          |
| Усього     |                     | Матчів (5 місце)  | 42        |                   | Голів (1 місце)                      | 20   |          |

| Дата       | Місто                      | Господарі  | Результат | Гості                | Турнір            | Голи | Примітки |
| ---------- | -------------------------- | ---------- | --------- | -------------------- | ----------------- | ---- | -------- |
| 15-10-2013 | Ельбасан                   | Албанія    | 0 – 1     | Боснія і Герцеговина | кваліфікація 2015 | -    | 46'      |
| 14-11-2013 | Будапешт                   | Угорщина   | 0 – 2     | Албанія              | кваліфікація 2015 | -    | 61'      |
| 18-11-2013 | Ельбасан                   | Албанія    | 0 – 2     | Іспанія              | кваліфікація 2015 | -    | 59'      |
| 8-10-2014  | Румунія                    | Румунія    | 3 – 1     | Албанія              | Товариський матч  | 1    | 46'      |
| 14-11-2014 | Об'єднані Арабські Емірати | Албанія    | 3 – 2     | Бахрейн              | Турнір в Дубаї    | -    |          |
| 16-11-2014 | Об'єднані Арабські Емірати | Узбекистан | 1 – 0     | Албанія              | Турнір в Дубаї    | -    |          |
| 18-11-2014 | Дубай                      | ОАЕ        | 1 – 0     | Албанія              | Турнір в Дубаї    | -    |          |
| Усього     |                            | Матчів     | 7         |                      | Голів             | 1    |          |